# Menhir de Villaumur
Le menhir de Villaumur est situé à Pocé-les-Bois dans le département français d'Ille-et-Vilaine.

## Description
Ce menhir en quartz qui était renversé en 1971 a été redressé en bordure de la parcelle où il se situait à l'origine. Sa hauteur est d'environ 2 m pour une largeur et une épaisseur maximales de respectivement 1,60 m et 0,90 m.
Il n'est situé qu'à environ 800 m du menhir de la Haute-Pierre.